# Europarlamentari pentru Grecia 2004-2009
Aceasta este o listă a membrilor Parlamentului European pentru Grecia în sesiunea 2004-2009, aranjați după nume. 
Vezi Alegeri pentru Parlamentul European, 2004 (Grecia) pentru rezultatul alegerilor.

### A
- Stavros Arnaoutakis (Partidul Socialiștilor Europeni)

### B
- Aikaterini Batzeli (Partidul Socialiștilor Europeni)
- Panagiotis Beglitis (Partidul Socialiștilor Europeni)

### D
- Giorgos Dimitrakopoulos (Partidul Popular European)

### G
- Ioannis Gklavakis (Partidul Popular European)

### H
- Konstantinos Hatzidakis (Partidul Popular European)

### K
- Georgios Karatzaferis (Independență și Democrație)
- Rodi Kratsa-Tsagaropoulou (Partidul Popular European)

### L
- Stavros Lambrinidis (Partidul Socialiștilor Europeni)

### M
- Diamanto Manolakou (Stânga Unită Europeană - Stânga Verde Nordică)
- Maria Matsouka (Partidul Socialiștilor Europeni)
- Manolis Mavrommatis (Partidul Popular European)

### P
- Thanasis Pafilis (Stânga Unită Europeană - Stânga Verde Nordică)
- Marie Panayotopoulos-Cassiotou (Partidul Popular European)
- Dimitrios Papadimoulis (Stânga Unită Europeană - Stânga Verde Nordică)
- Georgios Papastamkos (Partidul Popular European)

### S
- Antonis Samaras (Partidul Popular European)
- Nikolaos Sifounakis (Partidul Socialiștilor Europeni)

### T
- Giorgos Toussas (Stânga Unită Europeană - Stânga Verde Nordică)
- Antonios Trakatellis (Partidul Popular European)
- Evangelia Tzampazi (Partidul Socialiștilor Europeni)

### V
- Nikos Vakalis (Partidul Popular European)
- Ioannis Varvitsiotis (Partidul Popular European)

### X
- Marilisa Xenogiannakopoulou (Partidul Socialiștilor Europeni)